# 모리스 커크시

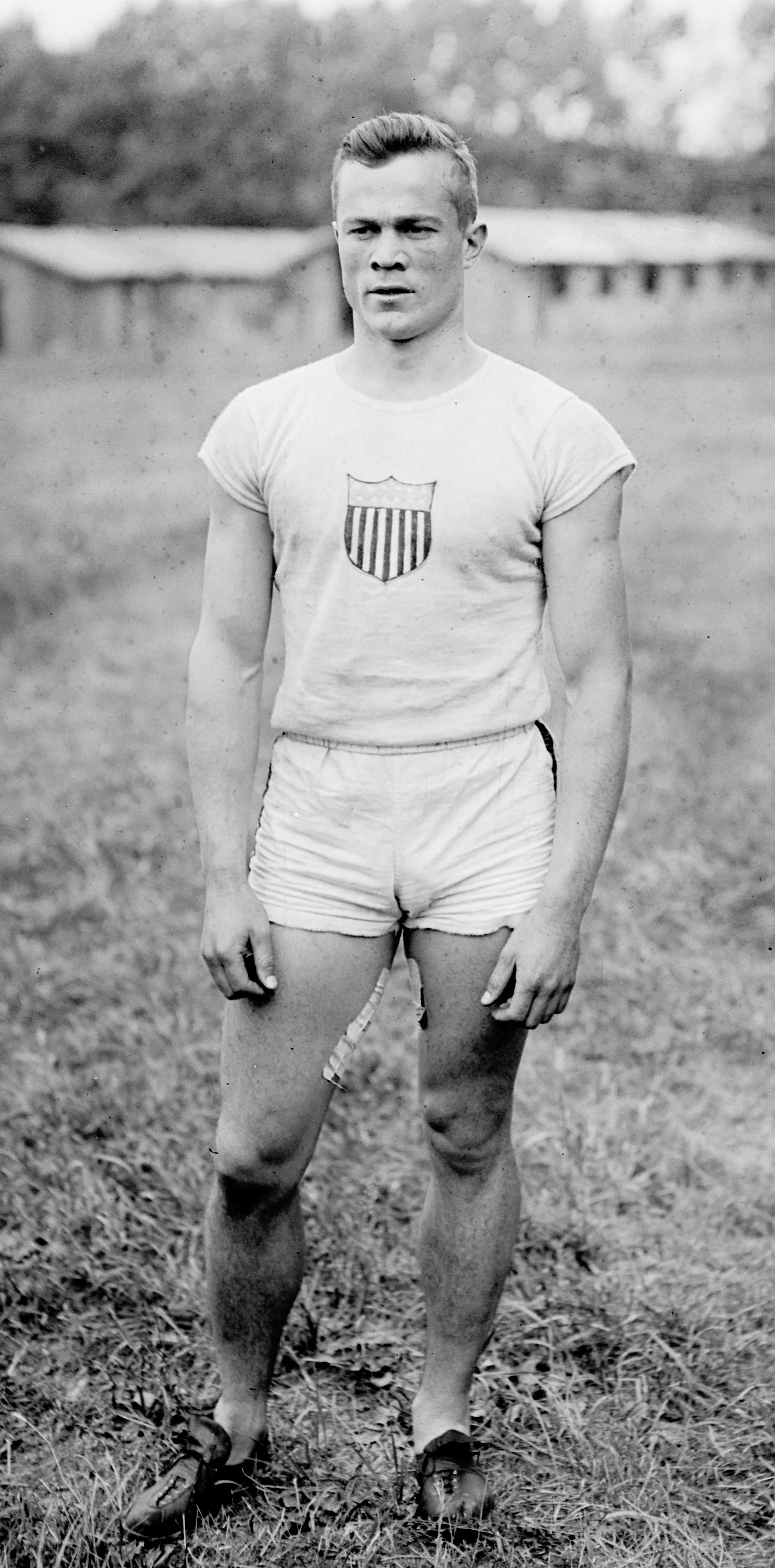

모리스 커크시(Morris Kirksey, 본명: 모리스 마샬 커크시, Morris Marshall Kirksey, 1895년 9월 13일 ~ 1981년 11월 25일)는 미국의 트랙 필드 선수이자 럭비 유니언 풋볼러로, 1920년 하계 올림픽에서 두 개의 금메달을 획득했다. 두 가지 다른 올림픽 종목에서 금메달을 획득한 몇 안 되는 운동선수 중 한 명이다.